# Samuel Schirmbeck

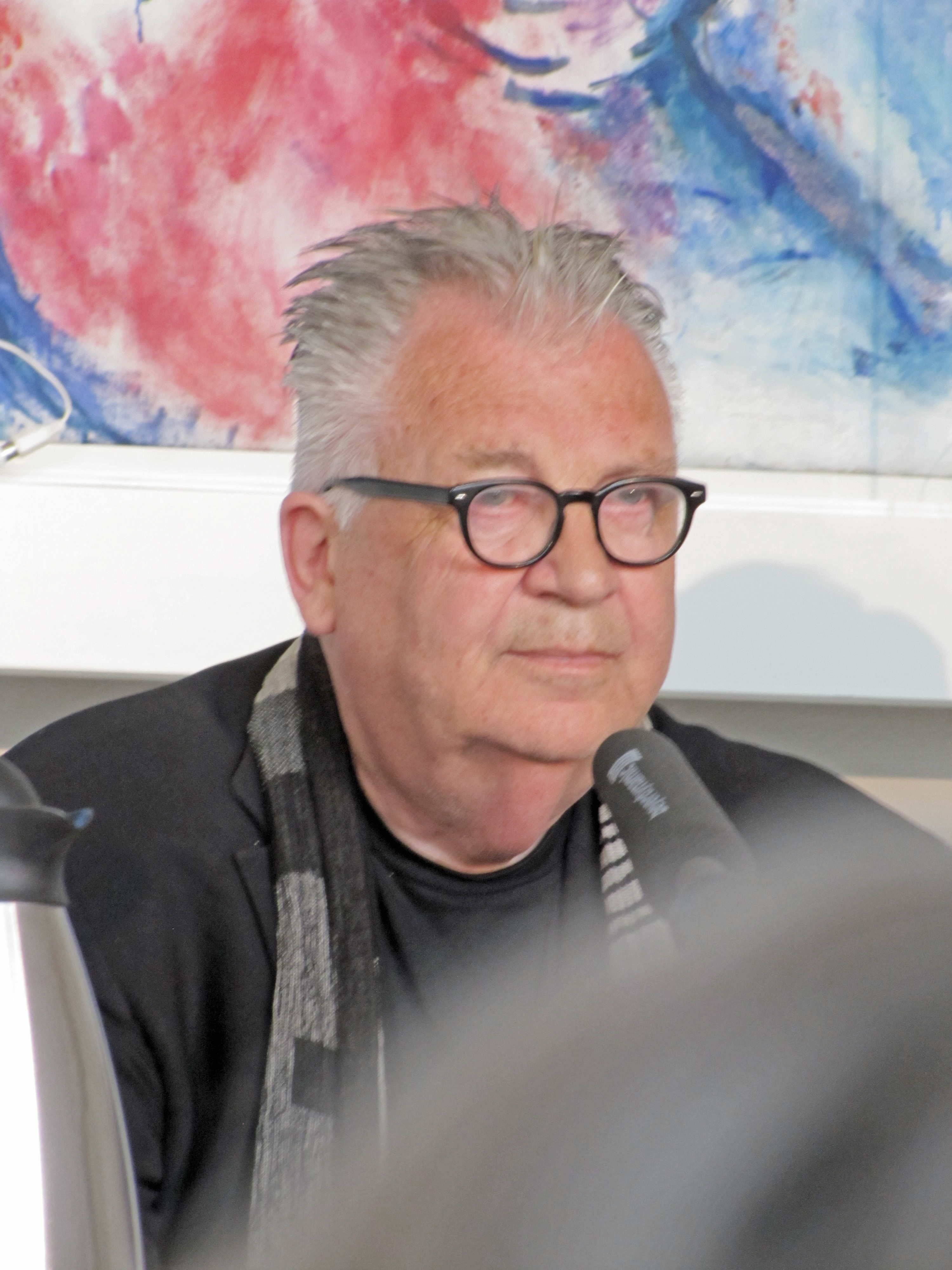
Schirmbeck, im April 2015 bei den Römerberggesprächen

Samuel Schirmbeck (auch: Samuel Heinz Schirmbeck; * 27. Mai 1941 in Göttingen) ist ein deutscher Autor und Filmemacher. Er war Korrespondent der ARD in Algerien und ist seit 2001 als freier Mitarbeiter unter anderem beim ZDF tätig.

## Leben
Samuel Schirmbeck wurde 1941 als Heinrich Schirmbeck und Sohn des Schriftstellers Heinrich Schirmbeck in Göttingen geboren. Bereits als Schüler begann er zu schreiben und zu veröffentlichen. Um als Autor nicht mit seinem Vater verwechselt zu werden, änderte er seinen Vornamen zu Samuel.
Kurz nach dem Abitur am Frankfurter Wöhlergymnasium 1961 zog er nach Paris und arbeitete dort als Übersetzer bei der Presseagentur AFP. Er war Beobachter und Sympathisant der 68er-Bewegung in Frankreich und Deutschland. 1968 wurde er im Rahmen der Studentenunruhen aus Frankreich ausgewiesen. Zurück in Deutschland arbeitete er als Hörfunkredakteur beim Hessischen Rundfunk und studierte Politikwissenschaften und Soziologie an der Johann Wolfgang Goethe-Universität Frankfurt am Main.
1991 baute er das ARD-Büro Nordafrika in Algier auf und berichtete als Korrespondent der ARD über Algerien. Seit seiner Rückkehr nach Frankfurt am Main im Jahr 2001 ist Schirmbeck als freier Mitarbeiter beim Hessischen Rundfunk und beim ZDF tätig, hauptsächlich für die 3sat-Sendung Kulturzeit. Er berichtet insbesondere über sozialkritische Themen und den Islam.

## Auszeichnungen
- Siebenpfeiffer-Preis: Sonderpreis; zusammen mit Jürgen Wolff, 1987.[1]
- Regino-Preis für herausragende Justizberichterstattung, 2004/2005.[2]

## Schriften
- mit Malte Rauch: Die Barrikaden von Paris. Der Aufstand der französischen Arbeiter und Studenten. Europäische Verlagsanstalt, Frankfurt am Main 1968 (ohne ISBN).
- mit Christina Gerhards und Malte Rauch: Volkserziehung in Portugal. Berichte, Analysen, Dokumente. Rowohlt, Reinbek bei Hamburg 1976, ISBN 3-499-16984-3.
- Hinter den Schleiern von Algier. Hoffmann und Campe, Hamburg 1996, ISBN 3-455-11116-5.
- Der islamische Kreuzzug und der ratlose Westen. Warum wir eine selbstbewusste Islamkritik brauchen. Orell Füssli, Zürich 2016, ISBN 978-3-280-05636-3.
- Gefährliche Toleranz – Der fatale Umgang der Linken mit dem Islam. Orell Füssli, Zürich 2018, ISBN 978-3-280-05687-5.

## Filme (Auswahl)
- 1975: mit Christiane Gerhards und Malte Rauch: Viva Portugal. Die Nelkenrevolution
- 1986: „Die Nitribitt. Ein Mord und viele Täter“ (HR-Produktion innerhalb der ARD-Reihe „Rück-Sichten“, Regie und Buch)
- 2002: Allahs progressive Propheten, WDR Fernsehen am 21. April 2002.
- 2005: Der Tag an dem ich zum Todesraser wurde – Die Geschichte eines Testfahrers, 45 Min. HR/ARD (Co-Autor: Henning Burk)
- 2005: Gesichter des Islam: Dschihad – der heilige Krieg. Arte
- 2005: Gesichter des Islam: Sharia – das Gesetz des Propheten. Arte
- 2005: Gesichter des Islam: Schisma – die Spaltung. Arte
- 2007: Glücklich mit Gott. Begegnungen im Kloster. 3sat
- 2014: Angst vor den Europawahlen, zwei Teile, Kulturzeit, 3sat